# Scymnus tenebricus
Scymnus tenebricus är en skalbaggsart som beskrevs av Gordon 1976. Scymnus tenebricus ingår i släktet Scymnus och familjen nyckelpigor. Inga underarter finns listade i Catalogue of Life.